# ماهیچه غرابی‌بازویی
ماهیچه غرابی‌بازویی یا عضله کوراکوبراکیالیس (انگلیسی: Coracobrachialis muscle) یکی از عضلات بازوست. ماهیچه‌های بازو در دو دسته قرار می‌گیرند. عضله قسمت پشت یا خلف بازو که به آن ماهیچه سه‌سر بازو (ترایسپس) می‌گویند و سه عضله در جلو یا قدام بازو قرار دارند که عبارتند از ماهیچه دوسر بازو (بایسپس)، ماهیچه بازویی (براکیالیس) و ماهیچه غرابی‌بازویی.
ماهیچه غرابی‌بازویی از دو ماهیچه قبلی کوچک‌تر است و از زائده غرابی استخوان کتف شروع شده سپس در قسمت داخلی بازو، به موازات سر کوتاه ماهیچه دوسر بازو،  به پایین آمده و روی سطح داخلی استخوان بازو، در میانه آن، به لبه داخلی تنه استخوان بازو می‌چسبد. وظیفه این عضله به جلو بردن بازو و نزدیک کردن آن به تنه است و در عمل خم کردن مفصل شانه به ماهیچه‌های دالی (دلتوئید) و دوسر بازویی کمک می‌کند. حرکات این عضله فلکشن، فلکشن افقی، آداکشن، چرخش داخلی بازو می‌باشد. البته حرکت اکستنشن را زمانی که دست بالای سر قرار دارد می‌تواند انجام دهد.

## نگارخانه

Position of coracobrachialis muscle (shown in red). Animation.
Close up. Seen from below. دنده (کالبدشناسی)s are not shown.
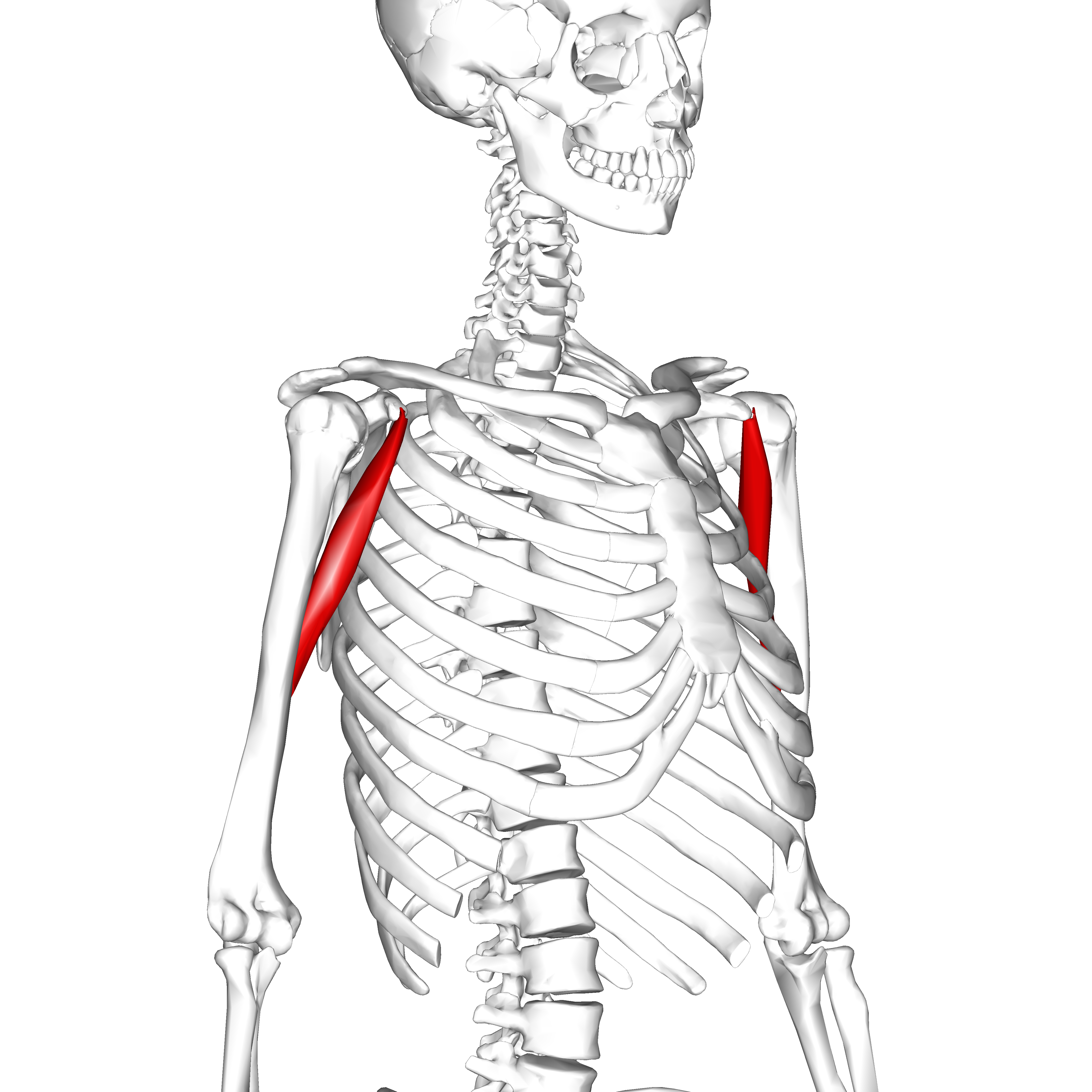
Still image. Lateral view.
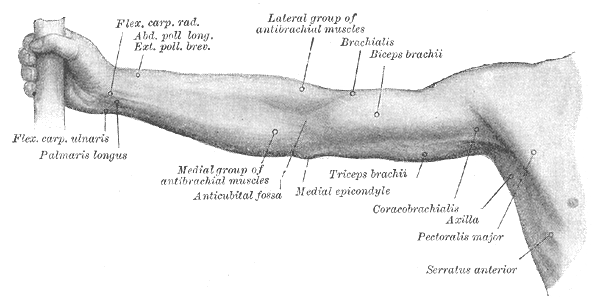
Front of right upper extremity. (Coracobrachialis labeled at right, fourth from the bottom.)
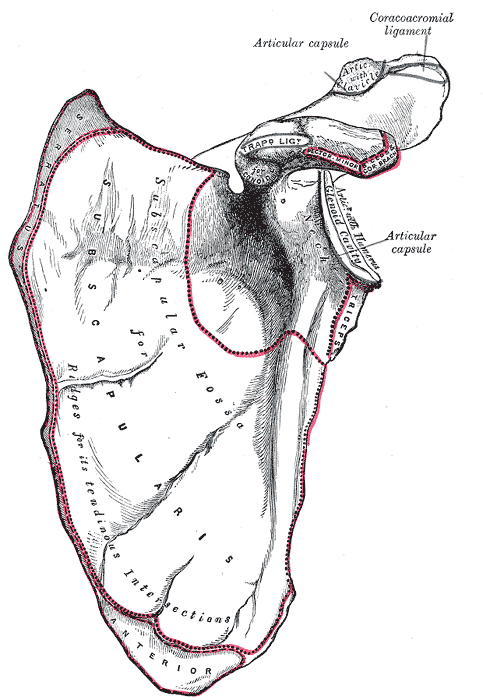
Left scapula. Costal surface.
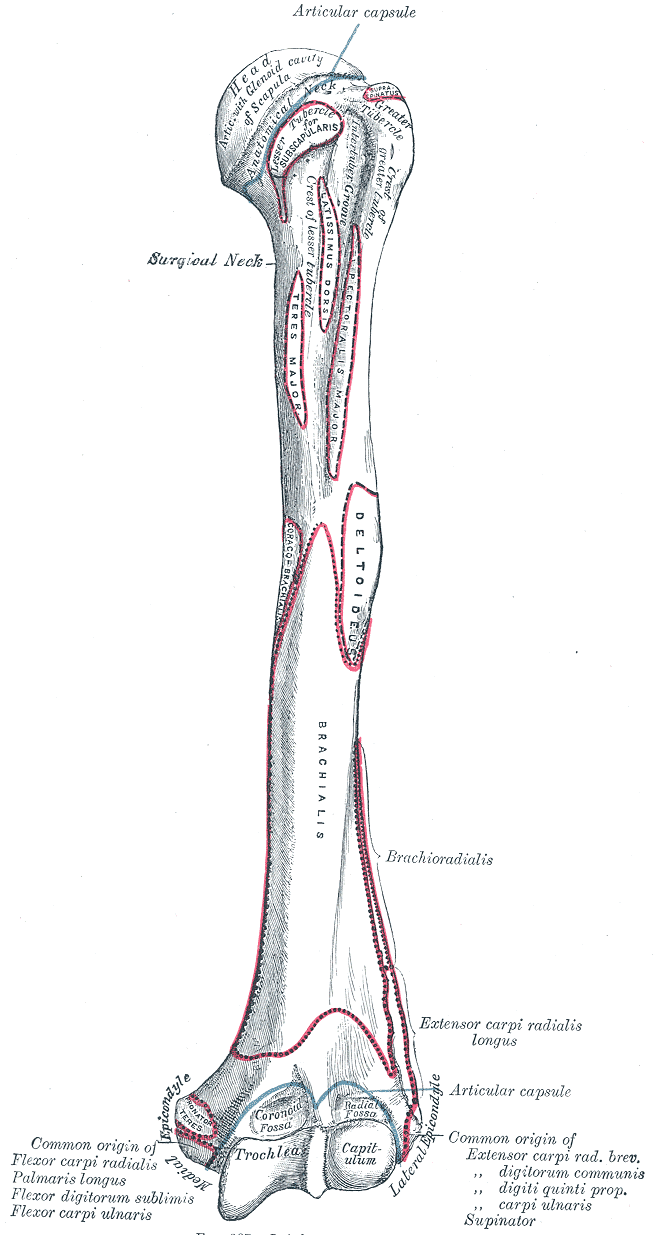
Left humerus. Anterior view.
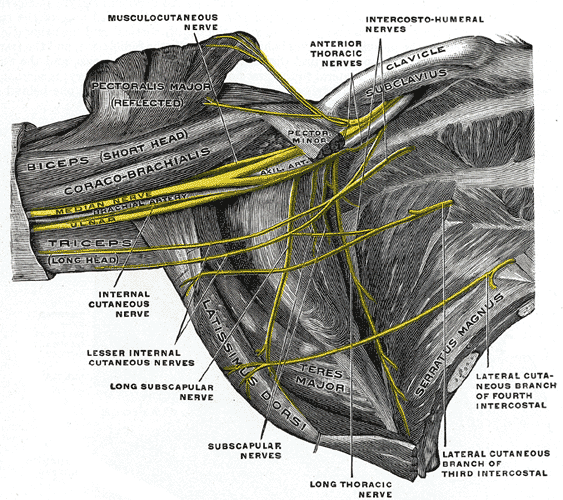
The right brachial plexus (infraclavicular portion) in the axillary fossa; viewed from below and in front.
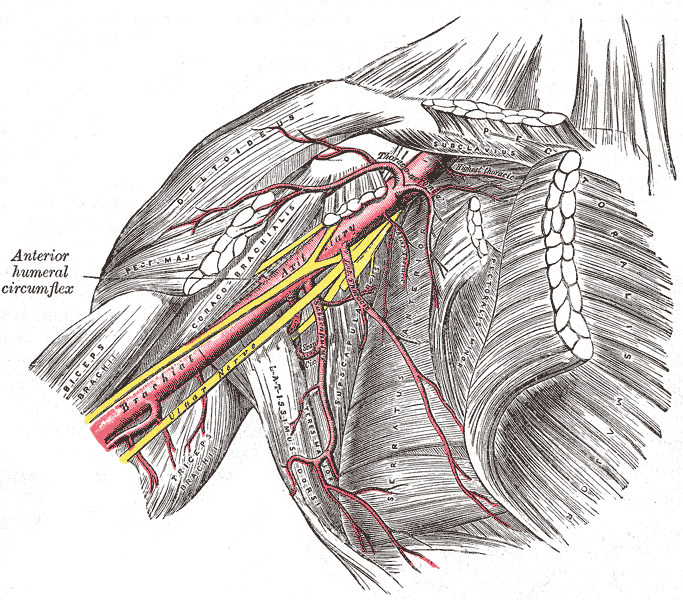
The axillary artery and its branches.
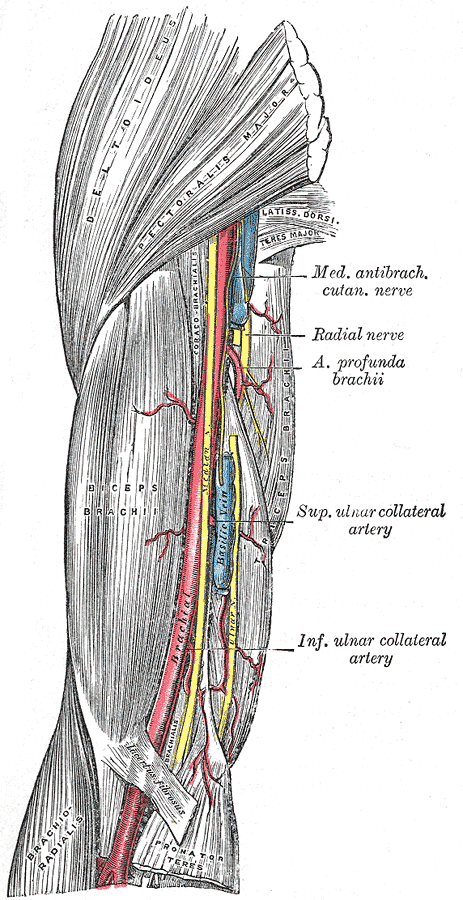
The brachial artery.
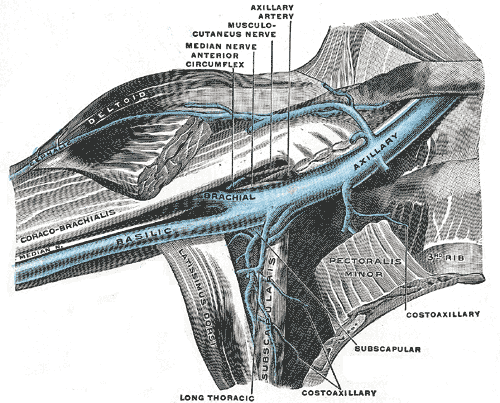
The veins of the right axilla, viewed from in front.
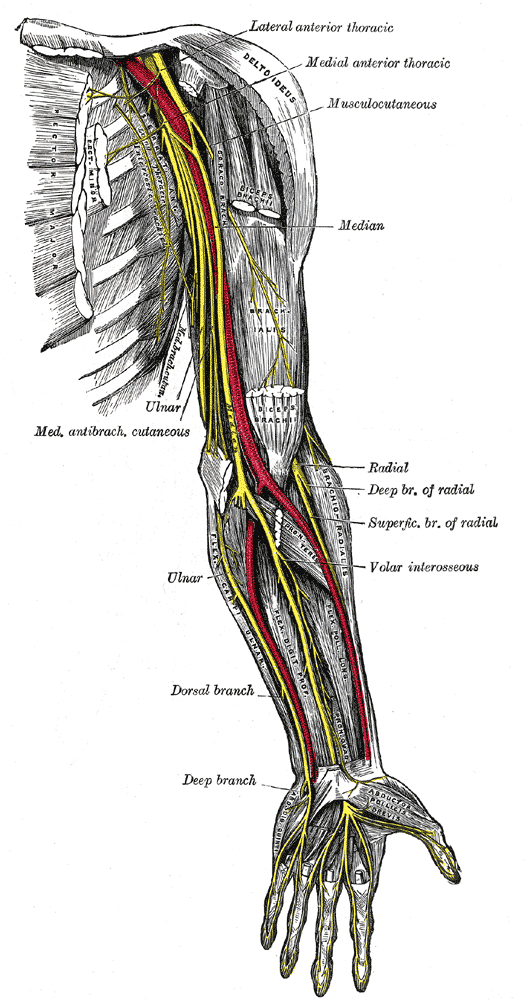
Nerves of the left upper extremity.
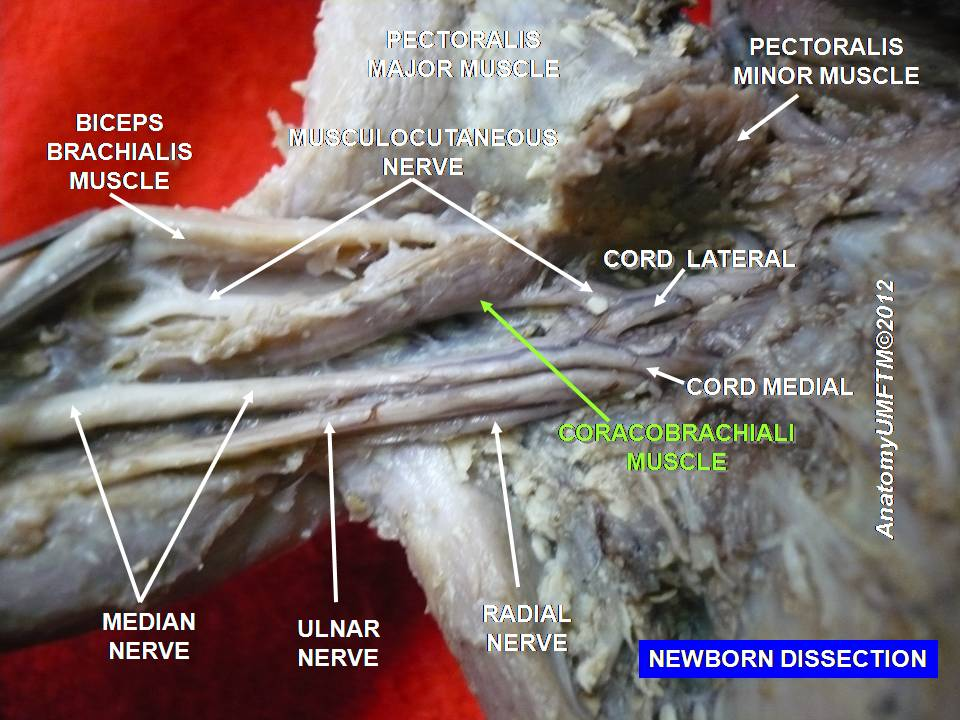
Coracobrachialis muscle (shown in green text)
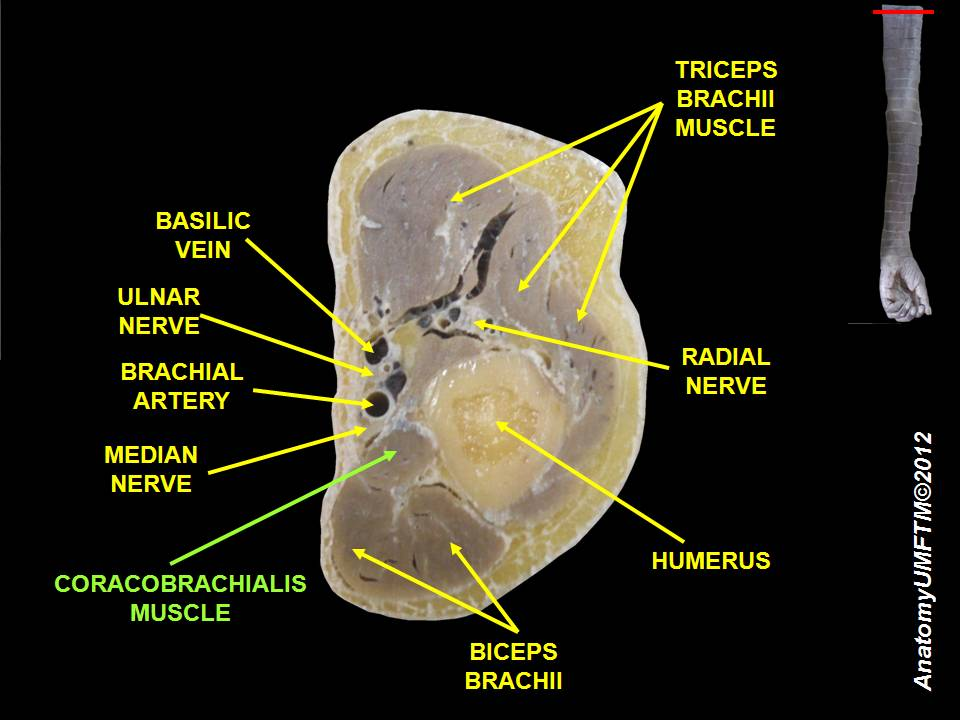
Coracobrachialis muscle (shown in green text). دید بالایی-پایینی of arm.
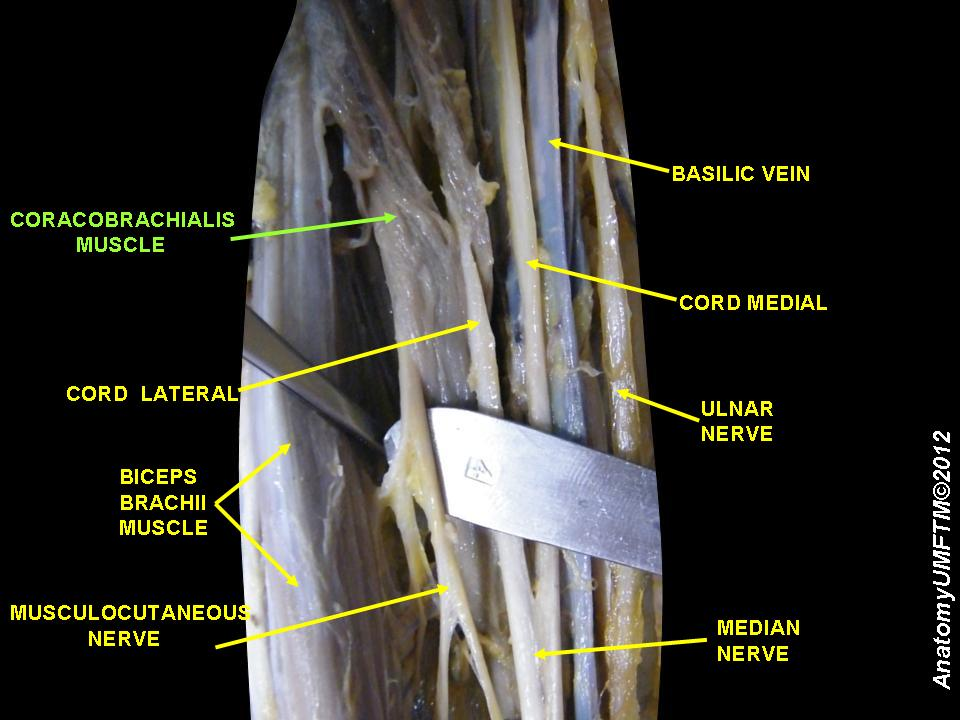
Coracobrachialis muscle (shown in green text)
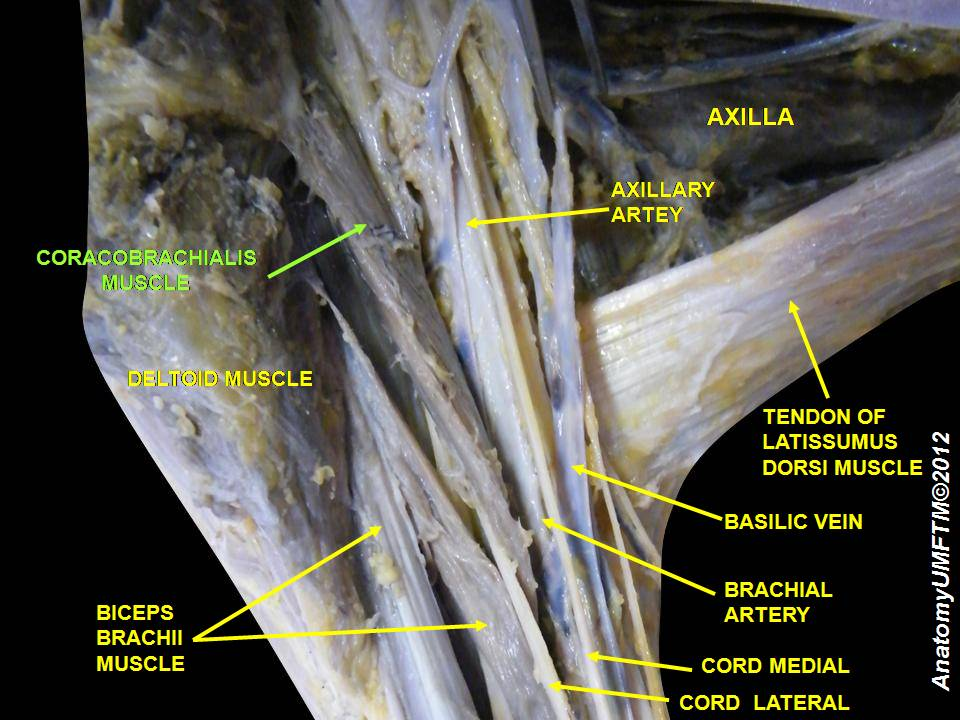
Coracobrachialis muscle (shown in green text)
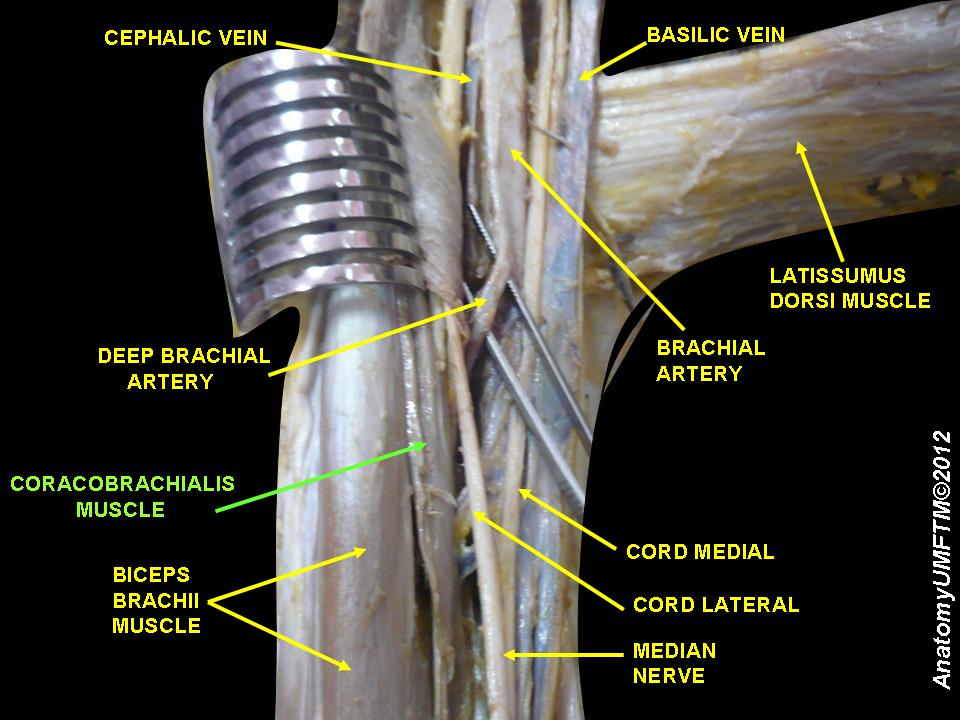
Coracobrachialis muscle (shown in green text)